# Tom Hall
Tom Hall (* 2. září 1964 ve Wisconsinu) je americký herní designer. V roce 1987 pracoval ve společnosti Softdisk, jako programátor a editor časopisu Big Blue Disk. Poté spolu s Johnem Romerem, Johnem Carmackem a Adrianem Carmackem zakládal společnost Id Software, která je tvůrcem úspěšných her jako Quake či Doom. V ní se podílel jako designer na hrách Wolfenstein 3D, Spear of Destiny či Doom.
Po sporech s Johnem Carmackem, které se týkaly designu hry Doom, Tom opustil firmu a přidal se k Apogee/3D Realms. Zde byl herním designerem Rise of the Triad, produkoval Terminal Velocity a spolupodílel se na hrách Duke Nukem II a Duke Nukem 3D. Pracoval též na herním enginu ke hře Prey až do 12. srpna 1996, kdy firmu opustil.
Poté spoluzaložil s Johnem Romerem společnost Ion Storm, kde produkoval hru Anachronox (2001). Roku 2013 vstoupil do studia PlayFirst a designoval svojí zatím poslední hru Restaurant Dash with Gordon Ramsay.